# Schizocosa malitiosa
Schizocosa malitiosa este o specie de păianjeni din genul Schizocosa, familia Lycosidae. A fost descrisă pentru prima dată de Tullgren, 1905. Conform Catalogue of Life specia Schizocosa malitiosa nu are subspecii cunoscute.